# Hypolimnion
Hypolimnion – dolna warstwa w jeziorach.
Warstwa o ustalonej niskiej temperaturze wody. W zależności od głębokości jeziora, waha się w granicach 4 - 7 °C. Wody tam zalegające odznaczają się wysoką żyznością oraz występowaniem deficytów tlenowych. Ze względu na stagnację, woda przez większą część roku nie ma kontaktu z powietrzem atmosferycznym. Następuje tu wzrost koncentracji soli pokarmowych i wydzielają się substancje powstające w procesach gnilnych czyli nie rozłożona w pełni materia organiczna, metan, kwasy organiczne, siarkowodór itp. 
Substancje te zatruwają wody jeziora, prowadząc, w skrajnych przypadkach, do zniszczenia życia w jeziorze. W celu ochrony jezior, oprócz ograniczenia ilości substancji trafiających do jeziora stosuje się metody rekultywacji, takie jak napowietrzanie warstw przydennych lub usuwanie wody z hypolimnionu (Eksperyment kortowski).
W strefie tej rozwijają się beztlenowe fototrofy: 
- bakterie purpurowe: Lamprocystis, Amoebobacter, Thiodyctyon
- bakterie zielone: Pelodictyon[1].